# 자우르 쿠라마고메도프
자우르 이스마툴라예비치 쿠라마고메도프(러시아어: Зау́р Исматула́евич Курамагоме́дов, 1988년 3월 30일~)는 러시아의 레슬링 선수이다. 2012년 하계 올림픽에서 남자 그레코로만형 페더급 동메달을 획득했으며 2011년 세계 선수권 대회에서 동메달을 획득했다.